# Koumansetta
Koumansetta — рід риб родини Бичкових (Gobiidae). Обидва види поширені у тропічних водах Індо-Вест-Пацифіки.

## Види
Рід містить два види:

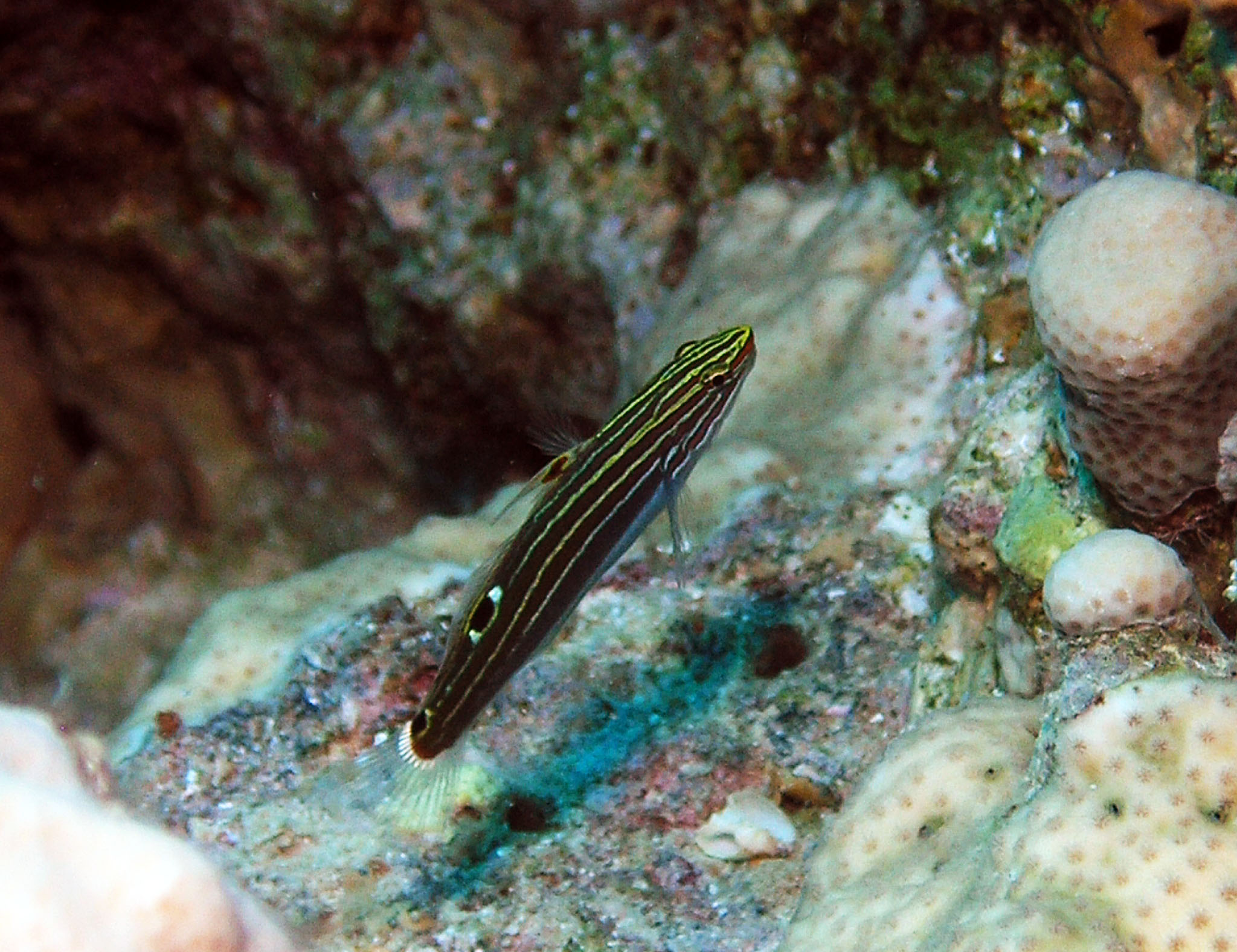
Koumansetta hectori  (Smith, 1957)[3].
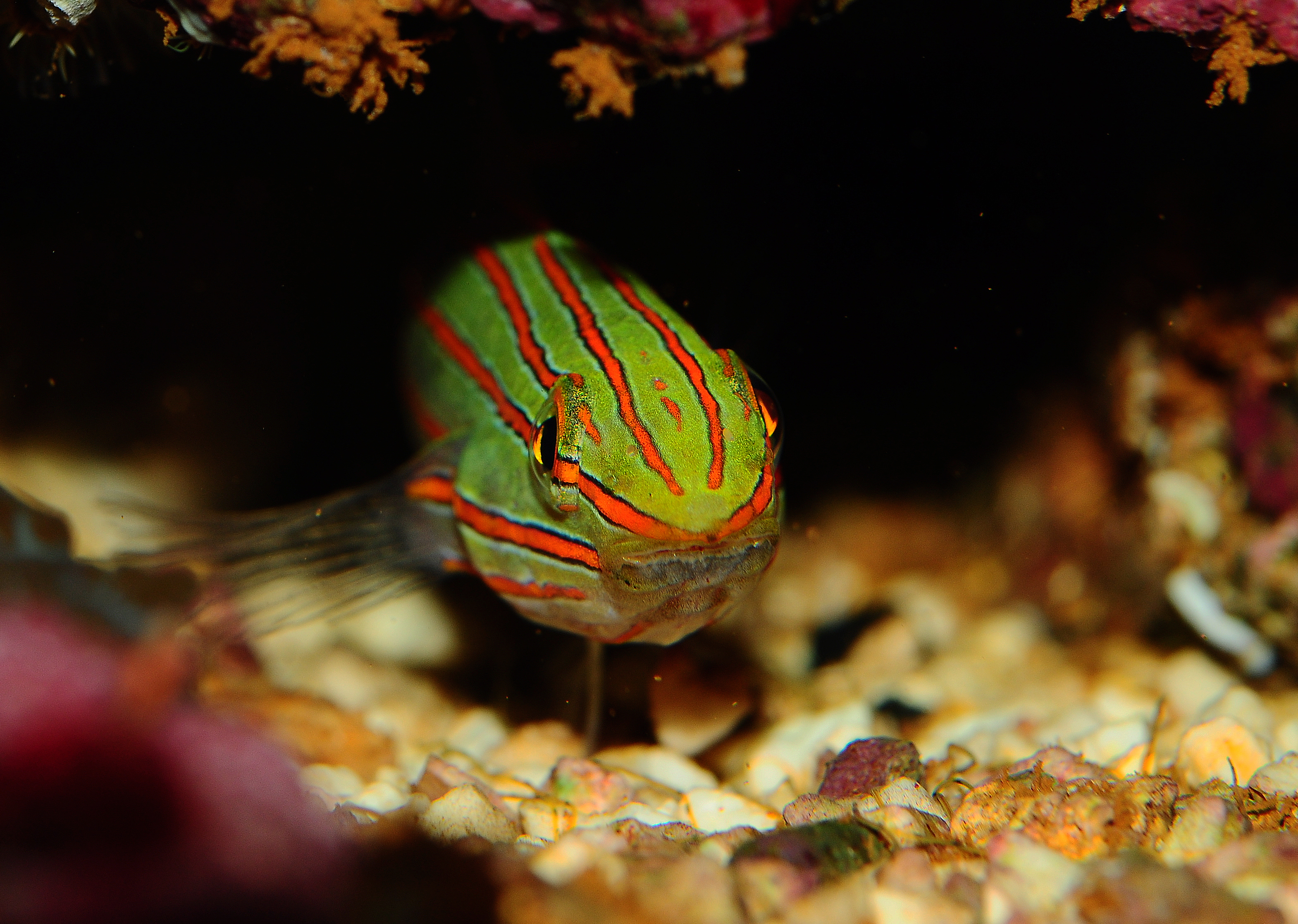
Koumansetta rainfordi  (Whitley, 1940)[1][4][5][6][7].